# (20243) Den Bosch
(20243) Den Bosch ist ein Asteroid des inneren Hauptgürtels. Er wurde nach der Hauptstadt der niederländischen Provinz Noord-Brabant benannt, ’s-Hertogenbosch, was im alltäglichen Sprachgebrauch häufig auf den Namen Den Bosch verkürzt wird. Er wurde am 25. Februar 1998 vom belgischen Astronomen Eric Walter Elst auf La Silla entdeckt.